# Henry W. Lord

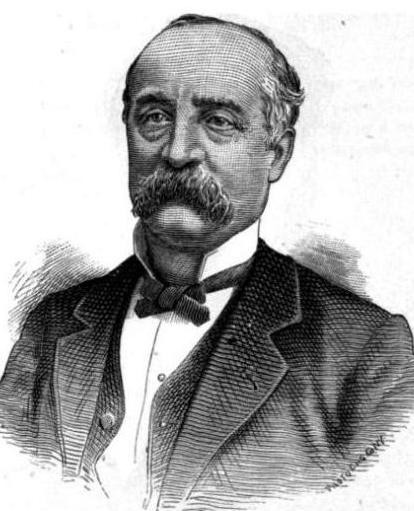
Henry W. Lord

Henry William Lord (* 8. März 1821 in Northampton, Massachusetts; † 25. Januar 1891 bei Butte, Montana) war ein US-amerikanischer Politiker. Zwischen 1881 und 1883 vertrat er den Bundesstaat Michigan im US-Repräsentantenhaus.

## Werdegang
Nach der Grundschule studierte Henry Lord Jura; er hat später aber nicht als Jurist gearbeitet. Ab 1839 lebte er in Detroit; vier Jahre später zog er nach Pontiac weiter. Dort arbeitete er in der Landwirtschaft und im Handel. Nach einigen Jahren kehrte er wieder nach Detroit zurück. Politisch wurde er Mitglied der Republikanischen Partei. Zwischen 1861 und 1867 war er amerikanischer Konsul in Manchester (England). Nach seiner Rückkehr nach Michigan war Lord zwischen 1871 und 1882 Mitglied im Wohlfahrtsausschuss (State Board of Corrections and Charities) seines Staates.
Bei den Kongresswahlen des Jahres 1880 wurde Lord im ersten Wahlbezirk von Michigan in das US-Repräsentantenhaus in Washington, D.C. gewählt, wo er am 4. März 1881 die Nachfolge von John Stoughton Newberry antrat. Da er bei den Wahlen des Jahres 1882 dem Demokraten William C. Maybury unterlag, konnte er bis zum 3. März 1883 nur eine Legislaturperiode im Kongress absolvieren.
Nach seinem Ausscheiden aus dem Repräsentantenhaus wurde Henry Lord von US-Präsident Chester A. Arthur zum Registrierungsbeamten beim United States Land Office in Creelsburg (North Dakota) ernannt. Er übte diese Tätigkeit bis zum 18. April 1888 aus. Lord starb bei einem Eisenbahnunfall am 25. Januar 1891 in der Nähe von Butte und wurde in Detroit beigesetzt.